# Фридрих IV (Тирол)
Вижте пояснителната страница за други личности с името Фридрих IV.
Фридрих IV (на немски: Friedrich IV. mit der leeren Tasche; * 1382; † 24 юни 1439, Инсбрук, Тирол) от Леополдинската линия на Хабсбургите, е херцог на Горна Австрия от 1402 г. и граф на Тирол от 1406 г. и регент в Горна Австрия.

## Живот
Фридрих IV е най-малкият син на Леополд III Справедливи († 1386), херцог на Вътрешна Австрия, и на Виридис Висконти († 1414), дъщеря на Бернабо Висконти, херцог на Милано. Той основава старата Тиролска линия на Хабсбургите.
Фридрих IV умира на 24 юни 1439 г. в Инсбрук като богат човек и оставя един милион гулдена. Погребан е в гробницата на тиролските князе в манастира Стамс.

## Фамилия
Първи брак: през 1406 г. Фридрих се жени в Инсбрук за принцеса Елизабет от Пфалц (1381 – 1409) , дъщеря на курфюрста и римско-немския крал Рупрехт III (1352 – 1410). Тя умира при раждането на дъщеря им Елизабет (*/† 1408).
Втори брак: през 1410 г. Фридрих се жени за Анна фон Брауншвайг-Волфенбютел (1390 – 1432), дъщеря на херцог Фридрих I фон Брауншвайг-Волфенбютел от рода на Велфите и съпругата му принцеса Анна фон Саксония-Витенберг († 1426) от рода на Асканите. Те имат децата:
1. Маргарете (1423 – 1427)
2. Хедвига (1424 – 1427)
3. Волфганг (*/† 1426)
4. Сигизмунд (1427 – 1496), херцог на Австрия и Тирол, бездетен

- Маргарете
- Хедвига
- Волфганг
- Сигизмунд